# Stephen Downes
Stephen Downes (Mont-real, Quebec, 6 d'abril de 1959) és un filòsof i comentarista quebequès en els camps d'aprenentatge en línia i nous mitjans de comunicació. Downes ha explorat i promogut l'ús educatiu de les computadores i de les tecnologies en línia, des del 1995. En 1994 Downes va donar el discurs de benvinguda del Col·legi Australià d'Educadors i va ser presentador en la Conferència de Conectivisme en Línia de febrer de 2007. En 2008, Downes i George Siemens van dissenyar i van impartir un curs obert i en línia, reportat com una "fita en el petit però creixent impuls cap a l'ensenyament obert, àmpliament considerat com el primer curs de Conectivisme massiu, obert i en línia (MOOC).
Downes va viure i va treballar en diferents parts de Canadà abans d'integrar-se com a Investigador Sènior al Consell Nacional de Recerca Canadenca al novembre de 2001. Actualment es troba en Moncton, Nova Brunswick, Downes és investigador del grup responsable d'investigar sobre les Tecnologies de la Informació i l'Aprenentatge en línia del propi Institut Nacional d'Investigadors de Canadà.
Va ser el guanyador del Premi Edublog en la categoria de millor blog individual en 2005 pel seu blog OLDaily. Downes és l'editor de la Revista Internacional de Tecnologia Instruccional i Aprenentatge a Distància.
Downes es va postular com a alcalde de Brandon el 1995, quan treballava en el Col·legi Comunitari de Assiniboine. És també membre del Nou Partit Democràtic, i va competir contra l'actual alcalde Rick Borotsik.